# Амбалангода (підрозділ окружного секретаріату)
Підрозділ окружного секретаріату Амбалангода — підрозділ окружного секретаріату округу Галле, Південна провінція, Шрі-Ланка. Складається з 36 Грама Ніладхарі.